# Pametna ključavnica
Pametna ključavnica (angl. smart lock, intelligent lock, digital lock) je ključavnica, ki uporablja (povečini) brezkontakten elektronski, mehatronski ali mehanski način zaklepanja in odklepanja, povečini z uporabo pametnega medija namesto običajnega ključa (npr. pametna kartica, obesek ali zapestnica, mobilna aplikacija ipd.). Pametne ključavnice se največkrat uporabljajo pri vhodnih in različnih notranjih vratih. Pametne ključavnice se uporabljajo za "pametno" uporabo osebnih omaric in omaric za oddajo, prevzem in izmenjavo v sodobnih pisarnah, zgradbah, kampusih ipd.. Pri pametnih ključavnicah za omarice ločimo med "samostojnimi" ključavnicami (mehanskimi oz. baterijskimi) ter pametnimi elektronskimi sistemi za uporabo in administracijo omaric, kjer so pametne ključavnice eden od gradnikov le-teh.

## Vrste pametnih ključavnic:
- Baterijske ključavnice -  uporabljajo 2 oz. 4 zamenljive baterije (AA ali AAA) kot vir energije. Za aktiviranje ključavnice uporabljajo magnete ali zatiče. Najbolj primerne so za vhodna in notranja vrata v stanovanjih, hišah, ipd. ali pri manjšem številu omaric za shranjevanje.

- Elektronske ključavnice - uporabljajo električno energijo nizke voltaže (12V) kot vir energije. Za aktiviranje ključavnice uporabljajo magnete, solenoide ali elektromotorje (omogočajo najbolj zanesljivo delovanje). Elektronske ključavnice, ki jih poganjajo elektromotorji, so povezane s krmilnikom elektronskega zaklepanja in so običajno del elektronskega sistema zaklepanja. Večinoma se uporabljajo za sisteme pametnih omaric, saj pri velikem številu omaric (poslovne stavbe, velika kopališča, ipd.) omogočajo enostavnejše in cenejše upravljanje (ni potrebe po menjavi baterij) ter nadzor delovanja (centralni prikaz statusa delovanja posamezne ključavnice v realnem času). Elektronske ključavnice, ki so del elektronskega sistema zaklepanja[2], omogočajo, da se omarica lahko odklepajo preko centralno nameščenega RFID čitalca oz. uporabniškega vmesnika (displeja) ali direktno na vratih omarice (elektronska ključavnica z vgrajenim RFID čitalcem).

## Vrste avtentikacij oz. "pametnih" ključev
Značilnost pametnih ključavnic je, da se ključavnice odklenejo in zaklenejo na "pameten" način, torej z brezkontaktno avtentikacijo oz. komunikacijo, brez fizičnega stika s ključavnico, kot npr. uporaba tradicionalnega fizičnega ključa. Poznamo različne vrste avtentikacij oz "pametnih" ključev/medijev:

### RFID
Radiofrekvenčna identifikacija, preko RFID čipa, deluje na podlagi uporabe radijskih valov in je  najpogostejša oblika pri večjih sistemi elektronskih ključavnic oz. elektronskega zaklepanja. Elektronsko RFID ključavnico odklenemo tako, da potrjen RFID "ključ", bodisi pristopno kartico, obesek ali zapestnico z vgrajenim RFID čipom, približamo RFID čitalcu.  

### Digitalne poverilnice
Sodobne elektronske ključavnice in pametni sistemi elektronskega zaklepanja za omarice omogočajo odklepanje s pomočjo digitalnih identifikacijskih poverilnic (angl. digital ID, mobile credential) na mobilnem telefonu ali pametni uri preko Bluetooth ali NFC načina komunikacije.

### Mobilne aplikacije
Sodobne elektronske ključavnice za vrata ter pametni elektronski sistemi za omarice omogočajo oddaljeno odklepanje elektronske ključavnice oz. omarice preko brezžičnega omrežja. Preko nekaterih mobilnih aplikacij za uporabo omaric lahko uporabnik poleg oddaljene odklenitve omarice, izvede tudi druge oddaljene aktivnosti na omarici (jo npr. oddaljeno zasede in sprosti, omogoči dostop drugemu uporabniku, idr.).

### Črtna koda, QR koda
Črtne oz QR kode se uporabljajo za elektronske ključavnice pametnih elektronskih sistemov za omarice, ki so namenjene za oddajo, dvig/prevzem ali izmenjavi različni stvari (izdelkov, kupljenih preko spleta, poslovne dokumentacije, idr.). Najbolj poznani so paketomati dostavnih podjetij za prevzem izdelkov, čedalje več uspešnih podjetij pa se odloča za vpeljavo lastne, podjetju prilagojene rešitve prevzemnih omaric za stranke (npr. za 24/7 prevzem izdelkov) in/ali omaric za izmenjavo poslovne dokumentacije za zaposlene (postavljene v prostorih podjetja, stavbe, itd.).

### Biometrija
Nekatere elektronske ključavnice in pametni elektronski sistemi za omarice omogočajo uporabo biometričnih tehnik, kot so skeniranje obraza, prstnega odtisa, očesa, dlani in identifikacija glasu. Pri širši, splošni uporabi je pomembno upoštevati tudi vidik GDPR določil.

### Številčne kode
Vnos številčne oz. PIN kode se izvaja direktno na baterijski ključavnici, medtem kot se pri elektronskih ključavnicah vnos PIN kode vnaša na centralnem čitalniku (preko tipkovnice na RFID čitalniku ali tipkovnice na zaslonu na dotik). Dolžine kombinacij pri mehanskih in baterijskih ključavnicah so običajno dolge štiri mesta, pri pametnih elektronskih sistemih za omarice so lahko poljubne dolžine (min. dve mesta). Pri baterijskih ključavnicah je ponavadi na voljo tudi omejeno št. napačnih vnosov oz. poskusov (običajno tri), preden se ključavnica zablokira, medtem ko pri pametnih elektronskih sistemih za omarice teh omejitev običajno ni.      